# Комптон, Джордж, 4-й граф Нортгемптон
Джордж Комптон (англ. George Compton; 18 октября 1664 — 15 апреля 1727) — английский аристократ, 4-й граф Нортгемптон и 5-й барон Комптон с 1681 года, сын Джеймса Комптона, 3-го графа Нортгемптона, и его второй жены Мэри Ноэл. Унаследовал семейные владения и титулы после смерти отца. Занимал должности лорда-лейтенанта Уорикшира (1686—1687, 1689—1727) и лорда-констебля Лондонского Тауэра (1712—1715). На коронации Вильгельма III и Марии в 1689 году нёс скипетр и корону. В 1702 году получил место в Тайном совете.
Граф был женат на Джейн Фокс, дочери сэра Стивена Фокса и Элизабет Уиттл. В этом браке родились:
- Анна, жена сэра Джона Рушота, 4-го баронета[4];
- Мэри, жена сэра Уильяма Гора[5];
- Джеймс (1687—1754)[2];
- Джордж (1692—1758)[2];
- Чарльз (1698—1755)[6].

После смерти графини Джейн Комптон женился во второй раз — на Элизабет Рушот, дочери сэра Джеймса Рушота, 1-го баронета, и Элис Питт. Этот брак остался бездетным.